# Schloss Weizern

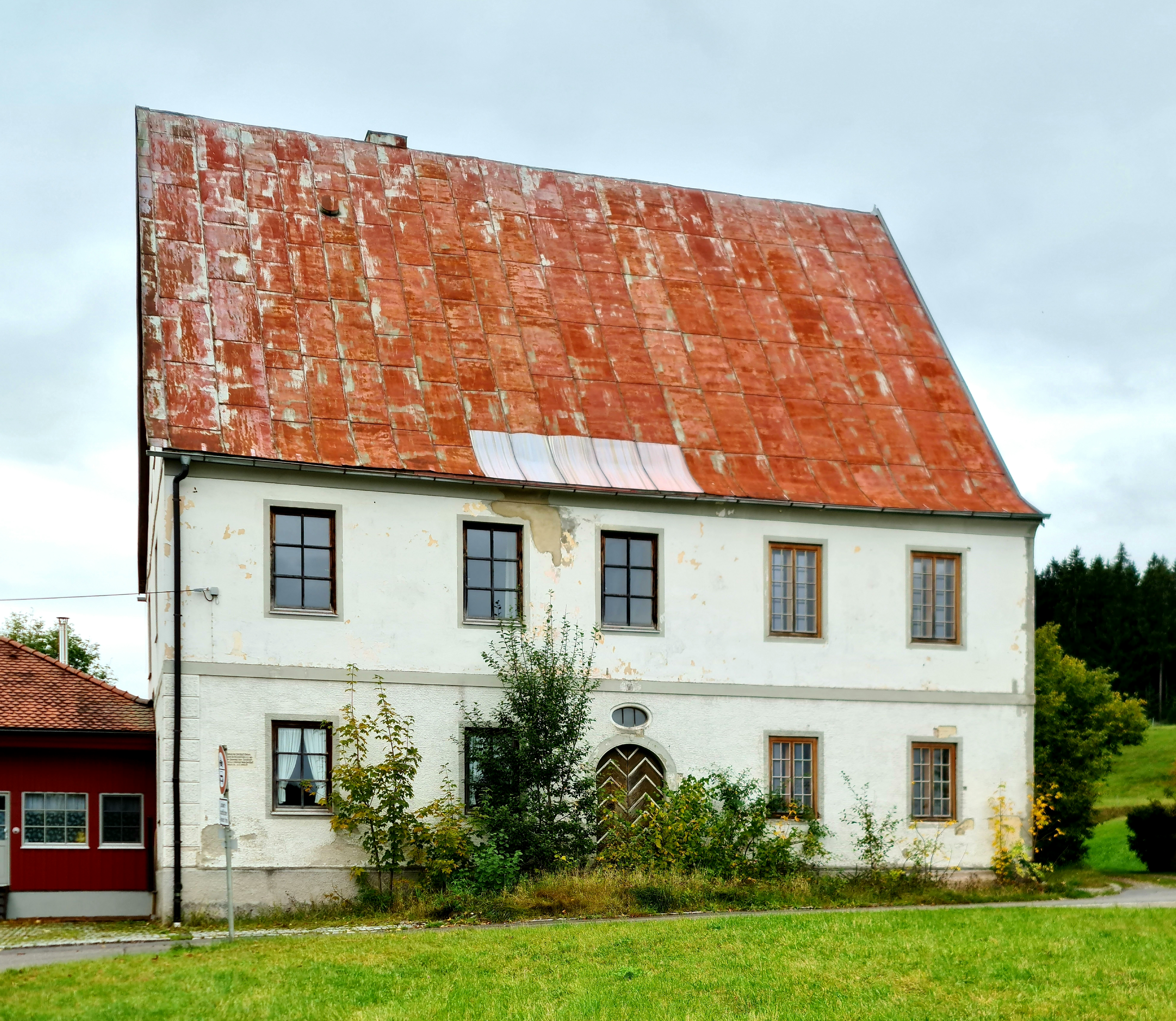
Schloss Weizern

Schloss Weizern, auch als Schlössle bezeichnet,  ist ein unter Denkmalschutz stehendes ehemaliges Schloss in Weizern in der Gemeinde Eisenberg (Allgäu) im schwäbischen Landkreis Ostallgäu.

## Geschichte
Die Herrschaft Eisenberg war ursprünglich Eigentum der Herren von Hohenegg. Im 15. Jahrhundert spalteten sich zwei selbständige Besitzkomplexe ab: Circa 1420 die Herrschaft Freyberg-Eisenberg-Hohenfreyberg mit dem Amtmannsitz in Zell und 1467 die Herrschaft Freyberg-Eisenberg-Hopferau mit dem Amtmannsitz in Hopferau. Der eisenbergische Amtmann wohnte im 1711 erbauten Schlösschen in Weizern. Dort hatten die Freiherrn von Freyberg-Eisenberg zu Eisenberg ein Niedergericht für ihren Herrschaftsbereich eingerichtet.

## Baubeschreibung
Das Schloss besitzt ein Steilsatteldach. Das Portal mit Oberlicht ist bezeichnet mit 1711.